# Móres
A móres a latin mos, moris (szokás, szabály) többes „mores” alakjának magyaros változata, annak (erkölcsök, közerkölcsök, tisztesség) változatából ered. Részben a görög ethosz szinonimája. Míg az „ethosz” kifejezetten a magasabb társadalom szókincsébe tartozik, a „móres” a népnyelvben ismeretes.

## A szó eredete
A móres szó egy jövevényszó (morális, moralizál, moralista), melyek a latinon át függnek össze. A szócsalád alapja a latin, a morális, a latin mos (jelentése szokás, erkölcs, ahogyan a móres szónak is) származéka. Mindhárom latin szó bekerült számos európai nyelvbe.
„Az erkölcs fogalmával szinonim módon használatos a morál fogalma, amelynek gyökere a latin mos (többes számban mores), azaz akarat jelentésű szó. A görög ethos szót állítólag Cicero fordította először mores-nek. Kant elméletében a „moralitás”, illetve a „morális” jelző a cselekvés tisztán lelkiismereti jellegét jelenti, függetlenül a tartalomtól, míg az „etikus”, „erkölcsös” jelző már tartalmi aspektusokat foglal magában. Nyíri Tamás meglátása szerint az egyén erkölcsisége, a moralitás az etikai gondolkodás alapkérdése.”
A római mores szerint az él tisztességesen, aki az írt törvényeken felül az emberi szokásokat, elfogadott normákat is betartja. A renitensek fegyelmezésére és helyes útra terelésére alkalmazott pálcára is rávésték a „mores” szót. Innen ered a magyar „móresre tanít”, a helyes útra terel, megfegyelmez, ráncba szed kifejezés. A "Majd móresre tanítalak téged!" szólásban a latin mos 'szokás' szó többes száma, a mores, aminek a jelentése 'erkölcs'. Az egyes és többes szám eltérő jelentésével szemléletesen mutatja a latin nyelv, hogy ami először csak szokás, az idők folyamán, a tradíció révén válhat erkölccsé, a sok-sok szokásból alakulhat ki az erkölcs. A magyar szólásban ez utóbbi értelemben használatos.

## A magyar nyelvhasználatban
Magyar nyelven első említése 1594-ből származik: „wgy bewntesse megh kegyelmetek hogy morest tanwllyon”
A magyar nyelvhasználatban, az irodalmi és a köznyelvben a jelentése tisztesség, becsület, jó modor, fegyelem, illendőség. A mores a három római erkölcsi alaperény: religio, mores, fides (tisztelet, tisztesség, megbízhatóság) egyike.
Szemben a vallások által kanonizált erkölcstannal, a filozófiából levezetett etikával, valamint a leírt joggal (pl. Werbőczy István Tripartitumával), a móres az egyszerű emberek közösségi életében kialakult tilalmazási rendszer, ahhoz hasonló, mint a keresztény tízparancsolat vagy a muzulmánoknál a saría. Világos megfogalmazása annak, hogy mi számít bűnnek és néha annak is, hogy mi annak a büntetése.
A középkori, világtól elzárt falvakban, a tanyavilágban a vitás ügyeket, erkölcsbe és szokásokba ütköző cselekedeteket a helyi közösség oldotta meg. A bíró többnyire a helyiekből választott, becsületes és tisztességes embernek ismert példakép volt, igazságszolgáltatásának alapja a „móres” volt.
Ma már leginkább csak a „móresre tanít” (megfegyelmez), „ismeri vagy tudja a mórest” szókapcsolatban használatos.

## Az irodalomban
A Majd én megtanítalak a móresre! egyik legismertebb irodalmi előfordulása: „És hogyha mindez nem elég, / Még úri mórest is tanul, / Csókolja a Sors vad kezét: / Dicsértessék, csendbiztos úr!” (Tóth Árpád: A vén zsivány)